# Super Cobra
Super Cobra (スーパーコブラ Sūpā Kobura?) es un videojuego de Matamarcianos de desplazamiento horizontal desarrollado por Konami, originalmente lanzado como un juego de arcade que funciona con monedas en 1981. Fue publicado por Konami en Japón en marzo de 1981, y fabricado y distribuido por Stern en América del Norte en 22 de junio de 1981.  Es la secuela del videojuego Scramble.
El juego fue un éxito comercial, vendiendo 12,337 gabinetes de arcade en los Estados Unidos en cuatro meses, el 2 de octubre de 1981, convirtiéndose en el tercer clásico de arcade más vendido de Stern después de Berzerk y Scramble. Scramble vendió 15,136 gabinetes en los EE. UU. Cinco meses antes ese año, sumando hasta 27 473 ventas de gabinete en los EE. UU. Para ambos.
Super Cobra fue ampliamente portada por Parker Brothers, y para Adventure Vision y versiones independientes de Entex.

## Jugabilidad
El jugador controla un helicóptero a través de cavernas estrechas, y el más mínimo error dará como resultado la pérdida de una vida. Sin embargo, a diferencia de Scramble, el juego puede continuar donde el jugador lo dejó agregando más créditos (la máquina generalmente ofrece esta opción, otros no, pero el jugador pierde todos los puntos al continuar).
El joystick se acelera, desacelera, se mueve hacia arriba y se mueve hacia abajo. El helicóptero usa un láser y una bomba para destruir defensas, tanques y ovnis mientras se infiltra en 10 sistemas de defensa Super Cobra.
El helicóptero tiene un suministro de combustible limitado, que se agota con el tiempo. Se puede obtener más combustible destruyendo tanques de combustible en el juego.
El juego se divide en diez secciones, más un final, cada uno con un estilo de terreno diferente y diferentes obstáculos. Los jugadores navegan a través de diez niveles y una base, donde deben pasar el nivel de seguridad y eliminar el botín. Los niveles se describen de la siguiente manera,
1. El jugador debe maniobrar el helicóptero sobre terreno montañoso contra cohetes de disparo rápido y lento.
2. El helicóptero se enfrenta a misiles de arco en un terreno montañoso
3. Bombas inteligentes volando en grupos de cuatro sobre terreno montañoso. Aparecen cohetes, pero no disparan.
4. Solo bombas inteligentes sobre terreno montañoso. De nuevo, aparecen cohetes, pero no disparan.
5. El helicóptero vuela a través de un terreno parecido a una caverna contra las minas que caen.
6. Rápidamente disparando, vagando tanques sobre terreno montañoso. Aparecen cohetes, pero no disparan.
7. Maniobrar a través de un campo de meteoritos que explotan cuando se golpean con bombas o 3 veces con láser, más un meteorito de sombra, verde, directamente en frente del helicóptero que explota cuando se golpea cinco veces con láser. Aparecen cohetes pero no disparan.
8. El helicóptero vuela sobre terreno montañoso contra los ovnis que disparan rápidamente. Aparecen tanques y cohetes, pero no disparan.
9. El helicóptero se enfrenta a misiles de arco sobre edificios altos.
10. Disparar cohetes en un laberinto de edificios.
11. Base: el jugador debe maniobrar el helicóptero sobre edificios altos contra misiles de arco y tanques de fuego rápido para llegar al botín y llevarlo con seguridad. Si la misión tiene éxito, se le da un helicóptero adicional (más uno cuando se puntúan 10 000 puntos).

No hay interrupción entre cada sección; el juego simplemente se desplaza hacia el nuevo terreno. Si el jugador destruye el botín en el nivel final, debe comenzar de nuevo al comienzo del nivel.

## Ports y Relanzamientos
El juego fue portado a la familia Atari 2600, Atari 5200, ColecoVision, Intellivision, Odyssey² y Atari de 8 bits por Parker Brothers. Fue lanzado también para Sord M5, MSX y Entex Adventure Vision. Entex también creó una versión de juego de mesa independiente del juego.
Super Cobra apareció junto a Scramble en la compilación retro Konami Arcade Classics, lanzada para la PlayStation de Sony en 1999. Se puso a disposición en el servicio Game Room de Microsoft para su consola Xbox 360 y para PC con Windows, el 24 de marzo de 2010.

## Recepción
Super Cobra fue bien recibida después del lanzamiento.
La versión de Entex Adventure Vision se revisó en 1982 y fue bien recibida. Arcade Express en noviembre de 1982 le dio al juego una puntuación de 9 de 10. Concluyeron que "se necesita habilidad real para dominar, y representa el estado del arte de los tiroteos de desplazamiento".
La versión Atari 2600 fue galardonada con un Certificado de Mérito en la categoría de "Mejor videojuego de acción" en la quinta edición de los Premios Arkie anuales de 1983.: 42  La compararon con Vanguard y dijeron que "proporciona la misma marca de acción implacable y multi-escenario." 